# Machaeraptenus
Machaeraptenus is een geslacht van vlinders van de familie spinneruilen (Erebidae), uit de onderfamilie Arctiinae.

## Soorten
- M. crocopera Schaus, 1905
- M. ventralis Schaus, 1894
- M. yepezi de Toulgoët, 1984